# ناوشکن کلاس ادمیرالن
ناوشکن کلاس ادمیرالن (به انگلیسی: Admiralen-class destroyer) یک کلاس از کشتی است که طول آن ۹۸ متر (۳۲۱ فوت ۶ اینچ) می‌باشد.